# Joseph Aquilina
Joseph Aquilina (n. 7 aprilie 1911 – d. 8 august 1997) a fost un lingvist și scriitor maltez.
1. 1 2 3  Iċ-Ċimiterju ta' Santa Marija Addolorata[*] Verificați valoarea |titlelink= (ajutor)